# JARスタジアム
JARスタジアム(英: JAR Stadium、Zhar Stadiumと記されることもある)は、ウズベキスタン・タシュケントのJARスポーツセンター内にある多目的スタジアムである。

## 概要
1998年に設立された後、2004年に改築され、その際名称がマジュムアシ・スタジアムからJARスタジアムへと変更された。収容人数は8,460人。主にサッカーの試合に用いられる。2008年にMHSKスタジアムが取り壊された後、ウズベク・リーグに所属するFCブニョドコルがホームスタジアムとして使用している。

## 開催された主な試合
- AFC U-20アジアカップ2023

## 交通アクセス
タシュケントの独立広場よりタクシーで約5分。もしくはタシュケント地下鉄ウズベキスタン線チョルスー駅より徒歩5分。駅の近くにはチョルスー・バザールなる市場がある。